# Carol Cady
Carol Therese Cady (Los Alamos, 6 giugno 1962) è un'ex discobola e pesista statunitense.

## Palmarès
| Anno | Manifestazione  | Sede        | Evento           | Risultato | Prestazione | Note |
| ---- | --------------- | ----------- | ---------------- | --------- | ----------- | ---- |
| 1983 | Mondiali        | Helsinki    | Lancio del disco | 14ª       | 57,34 m     |      |
| 1984 | Olimpiadi       | Los Angeles | Getto del peso   | 7ª        | 17,22 m     |      |
| 1985 | Mondiali indoor | Parigi      | Getto del peso   | 8ª        | 15,44 m     |      |
| 1987 | Mondiali        | Roma        | Lancio del disco | 13ª       | 58,50 m     |      |
| 1988 | Olimpiadi       | Seul        | Lancio del disco | 11ª       | 63,42 m     |      |